# Намерно (песма)

Намерно је песма коју пева Гастоз, српски певач. Песма је објављена 2016. године за издавачку кућу daVideo. Ово је прва Гастозова песма.

## Текст
Песма Намерно је ауторско дело, чији су текст написали Гастоз и српски музичар Цоби. Сам назив песме је уобичајени прилог за начин односно описни придев за именицу намера.

## Мелодија
Музику за песму радио је Слободан Вељковић Цоби, који је и њен продуцент, док је микс и мастер урадио Бојан Шаламон, познатији као Шала (Shalla).